# Ferdinandusa goudotiana
Ferdinandusa goudotiana är en måreväxtart som beskrevs av Karl Moritz Schumann. Ferdinandusa goudotiana ingår i släktet Ferdinandusa och familjen måreväxter. Inga underarter finns listade i Catalogue of Life.